# Vaca Díez
Vaca Díez is een provincie in het departement Beni in Bolivia. De provincie heeft een oppervlakte van 22.434 km² en heeft 130.778 inwoners (2012). De hoofdstad is Riberalta.
Vaca Díez is verdeeld in twee gemeenten:
- Guayaramerín
- Riberalta

Cercado · 
Iténez · 
José Ballivián · 
Mamoré · 
Marbán · 
Moxos · 
Vaca Díez · 
Yacuma